# 布熱茲尼采

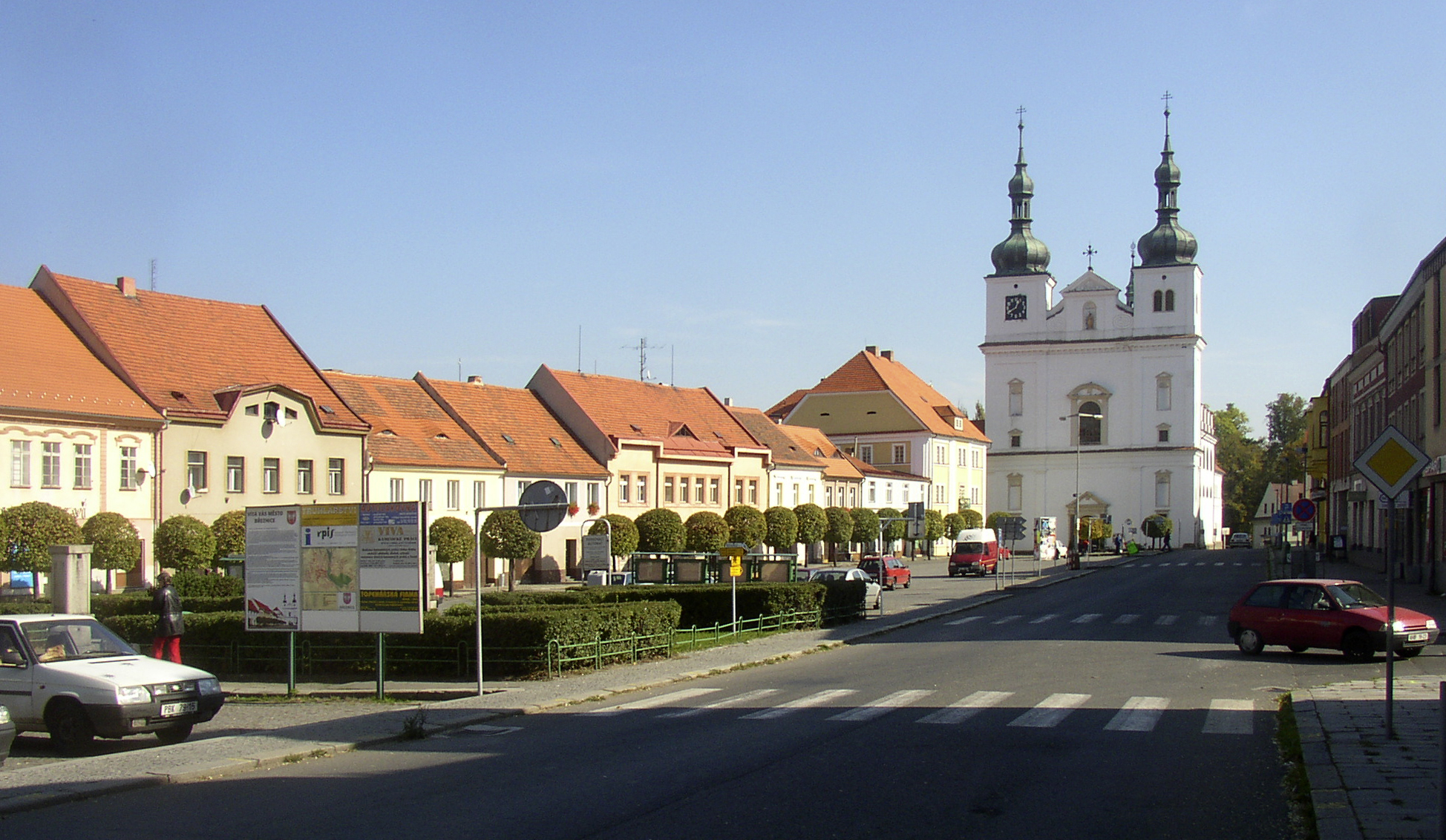

布熱茲尼采是捷克的城鎮，位於該國西部，距離普日布拉姆17公里，由中波希米亞州負責管轄，面積19.46平方公里，海拔高度462米，2012年人口3,641。

## 外部連結
- Municipal website （页面存档备份，存于） (cz)